# Rajd Hiszpanii 2001
Rezultaty Rajdu Hiszpanii (37º Rallye Catalunya-Costa Brava (Rallye de España)), eliminacji Rajdowych Mistrzostw Świata w 2001 roku, który odbył się w dniach 23 – 25 marca. Była to czwarta runda czempionatu w tamtym roku i druga asfaltowa, a także czwarta w Production World Rally Championship i pierwsza w Junior World Rally Championship. Bazą rajdu było miasto Lloret de Mar. Zwycięzcami rajdu została francuska załoga Didier Auriol i Denis Giraudet w Peugeocie 206 WRC. Wyprzedzili oni rodaków Gilles’a Panizziego i Hervé’a Panizziego w Peugeocie 206 WRC oraz Finów Tommiego Mäkinena i Risto Mannisenmäkiiego w Mitsubishi Lancerze Evo VI. Z kolei w Production WRC zwyciężyli Argentyńczycy Gabriel Pozzo i Daniel Stillo, jadący Mitsubishi Lancerem Evo VI, a w Junior WRC Francuzi Sébastien Loeb i Daniel Elena w Citroënie Saxo VTS S1600.
Rajdu nie ukończyło siedmiu kierowców fabrycznych. Kierowca Peugeota 206 WRC Fin Marcus Grönholm odpadł na 5. odcinku specjalnym z powodu uszkodzenia koła. Brytyjczyk Colin McRae w Fordzie Focusie WRC wycofał się z rajdu na 6. odcinku specjalnym z powodu awarii silnika. Norweg Petter Solberg jadący Subaru Imprezą WRC zrezygnował z jazdy po wypadku na 14. odcinku specjalnym. Kierowca Hyundaia Accent WRC Włoch Piero Liatti odpadł na tym 15. oesie na skutek awarii hamulców. Rajdu nie ukończył też niemiecki kierowca Škody Octavii WRC Armin Schwarz, który odpadł na 7. odcinku na skutek awarii systemu kierowniczego. Kierowca Citroëna Xsary WRC Hiszpan Jesús Puras zrezygnował z jazdy na 11. oesie z powodu niskiego ciśnienia oleju. Natomiast Estończyk Markko Märtin w Subaru Imprezie WRC wycofał się z rajdu na 16. oesie.

## Klasyfikacja ostateczna
| Miejsce                     | Zawodnik                  | Pilot                     | Samochód                    | Czas                      | Strata                    | Grupa                     | Punkty                    |
| WRC (pierwsza dziesiątka)   | WRC (pierwsza dziesiątka) | WRC (pierwsza dziesiątka) | WRC (pierwsza dziesiątka)   | WRC (pierwsza dziesiątka) | WRC (pierwsza dziesiątka) | WRC (pierwsza dziesiątka) | WRC (pierwsza dziesiątka) |
| --------------------------- | ------------------------- | ------------------------- | --------------------------- | ------------------------- | ------------------------- | ------------------------- | ------------------------- |
| 1.                          | Didier Auriol             | Dennis Giraudet           | Peugeot 206 WRC             | 3:40:54.7                 |                           | A8 M                      | 10                        |
| 2.                          | Gilles Panizzi            | Hervé Panizzi             | Peugeot 206 WRC             | 3:41:17.9                 | +23.2                     | A8 M                      | 6                         |
| 3.                          | Tommi Mäkinen             | Risto Mannisenmäki        | Mitsubishi Lancer Evo VI    | 3:41:56.1                 | +1:01.4                   | A8 M                      | 4                         |
| 4.                          | Freddy Loix               | Sven Smeets               | Mitsubishi Carisma GT Evo 6 | 3:43:11.4                 | +2:16.7                   | A8 M                      | 3                         |
| 5.                          | Carlos Sainz              | Luís Moya                 | Ford Focus WRC              | 3:43:30.4                 | +2:35.7                   | A8 M                      | 2                         |
| 6.                          | François Delecour         | Daniel Grataloup          | Ford Focus WRC              | 3:43:38.4                 | +2:43.7                   | A8                        | 1                         |
| 7.                          | Richard Burns             | Robert Reid               | Subaru Impreza WRC          | 3:43:57.5                 | +3:02.8                   | A8 M                      |                           |
| 8.                          | Philippe Bugalski         | Jean-Paul Chiaroni        | Citroën Xsara WRC           | 3:44:20.4                 | +3:25.7                   | A8                        |                           |
| 9.                          | Simon Jean-Joseph         | Jack Boyère               | Peugeot 206 WRC             | 3:45:54.0                 | +4:59.3                   | A8                        |                           |
| 10.                         | Bruno Thiry               | Stéphane Prévot           | Škoda Octavia WRC           | 3:46:58.6                 | +6:03.9                   | A8 M                      |                           |
| PWRC (punktujący zawodnicy) |                           |                           |                             |                           |                           |                           |                           |
| 1. (18.)                    | Gabriel Pozzo             | Daniel Stillo             | Mitsubishi Carisma Evo VI   | 4:04:36.1                 |                           | N4                        | 10                        |
| 2. (19.)                    | Roger Feghali             | Bruno Brissart            | Mitsubishi Lancer Evo VI    | 4:06:23.3                 | +1:47.2                   | N4                        | 6                         |
| 3. (21.)                    | Stig Blomqvist            | Ana Goñi                  | Mitsubishi Lancer Evo VI    | 4:07:13.5                 | +2:37.4                   | N4                        | 4                         |
| 4. (23.)                    | Stanisław Griazin         | Dmitrij Jeremeiew         | Mitsubishi Lancer Evo VI    | 4:07:54.4                 | +3:18.3                   | N4                        | 3                         |
| 5. (27.)                    | Joan Font                 | Manel Muñoz               | Mitsubishi Lancer Evo VI    | 4:09:40.8                 | +5:04.7                   | N4                        | 2                         |
| 6. (29.)                    | Bob Colsoul               | Tom Colsoul               | Mitsubishi Lancer Evo V     | 4:16:54.6                 | +12.18.5                  | N4                        | 1                         |
| JWRC (punktujący zawodnicy) |                           |                           |                             |                           |                           |                           |                           |
| 1. (15.)                    | Sébastien Loeb            | Daniel Elena              | Citroën Saxo VTS S1600      | 4:00:18.6                 |                           | A6                        | 10                        |
| 2. (16.)                    | Giandomenico Basso        | Flavio Guglielmini        | Fiat Punto S1600            | 4:03:09.3                 | +2:50.7                   | A6                        | 6                         |
| 3. (20.)                    | Corrado Fontana           | Renzo Casazza             | Peugeot 206 XS S1600        | 4:06:29.8                 | +6:11.2                   | A6                        | 4                         |
| 4. (22.)                    | Martin Stenshorne         | Clive Jenkins             | Ford Puma S1600             | 4:07:24.3                 | +7:05.7                   | A6                        | 3                         |
| 5. (24.)                    | Andrea Dallavilla         | Danilo Fappani            | Fiat Punto S1600            | 4:08:27.8                 | +8:09.2                   | A6                        | 2                         |
| 6. (25.)                    | Christian Chemin          | Matteo Bacchin            | Fiat Punto S1600            | 4:09:03.0                 | +8.44.4                   | A6                        | 1                         |

1. ↑  Litera M przy oznaczeniu grupy do której należy samochód oznacza, iż tylko ci kierowcy zdobywali punkty dla swoich zespołów liczonych w klasyfikacji producentów na koniec sezonu.

## Zwycięzcy odcinków specjalnych
| Dzień      | Odcinek | G. rozp. | Nazwa                  | Długość  | Zwycięzca         | Czas    | Lider rajdu       |
| ---------- | ------- | -------- | ---------------------- | -------- | ----------------- | ------- | ----------------- |
| 1 (23 MAR) | SS1     | 09:58    | La Trona 1             | 12.89 km | Jesús Puras       | 8:24.8  | Jesús Puras       |
| 1 (23 MAR) | SS2     | 10:33    | Alpens - les Llosses 1 | 21.79 km | Tommi Mäkinen     | 13:30.3 | Jesús Puras       |
| 1 (23 MAR) | SS3     | 11:33    | Vallfogona 1           | 15.80 km | Philippe Bugalski | 9:21.2  | Jesús Puras       |
| 1 (23 MAR) | SS4     | 13:51    | La Trona 2             | 12.89 km | Didier Auriol     | 8:26.2  | Jesús Puras       |
| 1 (23 MAR) | SS5     | 14:26    | Alpens - les Llosses 2 | 21.79 km | Philippe Bugalski | 13:32.7 | Jesús Puras       |
| 1 (23 MAR) | SS6     | 15:26    | Vallfogona 2           | 15.80 km | Philippe Bugalski | 9:19.3  | Jesús Puras       |
| 2 (24 MAR) | SS7     | 08:55    | Pratdip 1              | 31.57 km | Jesús Puras       | 19:12.0 | Jesús Puras       |
| 2 (24 MAR) | SS8     | 10:06    | Escaladei 1            | 14.43 km | Philippe Bugalski | 10:26.6 | Jesús Puras       |
| 2 (24 MAR) | SS9     | 12:04    | La Riba 1              | 35.89 km | Philippe Bugalski | 21:56.6 | Philippe Bugalski |
| 2 (24 MAR) | SS10    | 14:34    | Pratdip 2              | 31.57 km | Philippe Bugalski | 19:17.8 | Philippe Bugalski |
| 2 (24 MAR) | SS11    | 15:45    | Escaladei 2            | 14.43 km | Didier Auriol     | 10:44.5 | Philippe Bugalski |
| 2 (24 MAR) | SS12    | 17:43    | La Riba 2              | 35.89 km | odcinek anulowany | -       | Philippe Bugalski |
| 3 (25 MAR) | SS13    | 08:36    | Coll de Bracons 1      | 19.66 km | Gilles Panizzi    | 12:51.3 | Philippe Bugalski |
| 3 (25 MAR) | SS14    | 09:53    | Osor 1                 | 13.26 km | Didier Auriol     | 8:12.4  | Philippe Bugalski |
| 3 (25 MAR) | SS15    | 10:27    | Collsesplanes 1        | 26.28 km | Philippe Bugalski | 16:28.0 | Didier Auriol     |
| 3 (25 MAR) | SS16    | 12:18    | Coll de Bracons 2      | 19.66 km | Didier Auriol     | 12:56.1 | Didier Auriol     |
| 3 (25 MAR) | SS17    | 13:35    | Osor 2                 | 13.26 km | Gilles Panizzi    | 8:10.9  | Didier Auriol     |
| 3 (25 MAR) | SS18    | 14:09    | Collsesplanes 2        | 26.28 km | Philippe Bugalski | 16:33.3 | Didier Auriol     |

## Klasyfikacja po 4 rundach
Tabele przedstawiają tylko pięć pierwszych miejsc.

### Kierowcy
| Lp. | Kierowca          | Pkt |
| --- | ----------------- | --- |
| 1   | Tommi Mäkinen     | 24  |
| 2   | Carlos Sainz      | 18  |
| 3   | Didier Auriol     | 10  |
| 4   | Harri Rovanperä   | 10  |
| 5   | François Delecour | 9   |

### Producenci
| Lp. | Producent                    | Pkt |
| --- | ---------------------------- | --- |
| 1   | Marlboro Mitsubishi Ralliart | 40  |
| 2   | Ford Martini                 | 22  |
| 3   | Peugeot Total                | 20  |
| 4   | Subaru World Rally Team      | 8   |
| 5   | Hyundai Castrol WRT          | 8   |